# Сахаровский, Роберт Серафимович
Роберт Серафимович Сахаровский (11 августа 1937, Горький — 13 июня 2014) — хоккеист, крайний нападающий, судья всесоюзной категории (1968).

## Биография
Начал играть в 1952 в Горьком в ДЮСШ автомобильного завода.
В 1958—1965 — в команде мастеров «Торпедо» Горький. В ноябре 1962 года за демонстративный отказ играть на турнире на приз газеты «Советский спорт» был обвинен в грубом нарушении спортивной дисциплины, постановлением Президиума Центрального совета Союза спортивных обществ и организаций СССР лишен звания мастера спорта СССР, дисквалифицирован на два года.
Был очень быстрым, стремительным и результативным форвардом.
Играл в самом сильном звене горьковской команды за все годы вместе с Игорем Чистовским и Львом Халаичевым.
Судейский стаж с 1965. С 1967 обслуживает матчи чемпионата СССР. 5 раз (1968—1973) входил в десятку сильнейших судей сезона.
Судил матчи чемпионата Европы среди юниоров 1971.
В «Торпедо» играл под номером «12», именной свитер с этим номером вывешен под сводами Дворца Спорта в Нижнем Новгороде.
Скончался 13 июня 2014 года. Похоронен на Старом Автозаводском кладбище Нижнего Новгорода.

## Достижения
- Второй призёр чемпионата СССР (1961).
- Финалист Кубка СССР (1961).
- Лучший снайпер чемпионата СССР 1960 (36 голов).
- Приз Три Бомбардира сезон 1959/60. Сахаровский (36) — Чистовский (21) — Халаичев (19) — 76 шайб (неофициально).
- В Чемпионатах СССР Провел около 370 матчей, забил 114 голов.
- Выступал за молодежную и II сборные СССР.

## Статистика выступлений
|                          |                          |                          | Регулярный сезон | Регулярный сезон | Регулярный сезон | Регулярный сезон | Регулярный сезон |
| Сезон                    | Команда                  | Лига                     | Игр              | Г                | П                | О                | ШТ               |
| ------------------------ | ------------------------ | ------------------------ | ---------------- | ---------------- | ---------------- | ---------------- | ---------------- |
| 1954/55                  | Торпедо Горький          | Чемпионат СССР           |                  | 0                |                  |                  |                  |
| 1955/56                  | Торпедо Горький          | Чемпионат СССР           |                  | 2                |                  |                  |                  |
| 1956/57                  | Торпедо Горький          | Чемпионат СССР           |                  | 9                |                  |                  |                  |
| 1957/58                  | Торпедо Горький          | Чемпионат СССР           |                  | 13               |                  |                  |                  |
| 1958/59                  | Торпедо Горький          | Чемпионат СССР           |                  | 7                |                  |                  |                  |
| 1959/60                  | Торпедо Горький          | Чемпионат СССР           |                  | 36               |                  |                  |                  |
| 1960/61                  | Торпедо Горький          | Чемпионат СССР           | 17               | 13               |                  |                  |                  |
| 1961/62                  | Торпедо Горький          | Чемпионат СССР           | 37               | 17               | 9                | 26               | 22               |
| 1963/64                  | Торпедо Горький          | Чемпионат СССР           |                  | 15               |                  |                  |                  |
| 1964/65                  | Торпедо Горький          | Чемпионат СССР           | 6                | 0                | 0                | 0                | 0                |
| Всего в Чемпионатах СССР | Всего в Чемпионатах СССР | Всего в Чемпионатах СССР | 370              | 114              | 9                | 123              |                  |